# Sailin' Shoes
Albums de Little Feat
Little Feat
(1971) Dixie Chicken
(1973)
Sailin' Shoes est le deuxième album studio de Little Feat, sorti en mai 1972.
Cet album est remarquable pour plusieurs raisons. Tout d'abord, la pochette du disque, dessinée par Neon Park (en), marque la première d'une longue liste de collaborations entre le groupe et l'artiste. Ensuite, c'est avec cet opus que l'album a affirmé son style musical. Enfin, Sailin' Shoes marque la dernière apparition de Roy Estrada, le bassiste d'origine du groupe.
Deux chansons ont fait l'objet de reprises :
- Sailin' Shoes
  - par Van Dyke Parks dans Discover America[4] (1972),
  - par Robert Palmer dans Sneakin' Sally Through the Alley[5] (1974),
  - par Sam Bush (en) dans Late as Usual[6] (1985),
  - par Graham Parker featuring The Rumour dans The Bootleg Box, Vol. 2[7] (2011),
  - par Carl Carlton dans Lights Out In Wonderland[8] (2014)
- A Apolitical Blues par Van Halen dans OU812[9] (1988).

## Liste des titres
| 1. | Easy to Slip                                | Lowell George, Fred Martin  | 3:22 |
| 2. | Cold, Cold, Cold (featuring Debbie Lindsay) | Lowell George               | 4:01 |
| 3. | Trouble                                     | Lowell George               | 2:19 |
| 4. | Tripe Face Boogie                           | Richie Hayward, Bill Payne  | 3:16 |
| 5. | Willin'                                     | Bill Payne, Richard Hayward | 2:57 |
| 6. | A Apolitical Blues                          | Lowell George               | 3:28 |

| 1. | Sailin' Shoes" – (featuring Debbie Lindsay) | Lowell George | 2:53 |
| 2. | Teenage Nervous Breakdown                   | Lowell George | 2:13 |
| 3. | Got No Shadow                               | Payne         | 5:08 |
| 4. | Cat Fever                                   | Payne         | 4:37 |
| 5. | Texas Rose Café                             |               | 3:42 |